# Distretto di Ishikawa (Fukushima)
Il distretto di Ishikawa (石川郡, Ishikawa-gun?) è uno dei distretti della prefettura di Fukushima, in Giappone.
Attualmente fanno parte del distretto i comuni di Asakawa, Furudono, Hirata, Ishikawa e Tamakawa.
| Controllo di autorità | VIAF (EN) 259371431 · NDL (EN, JA) 00638955 |